# بلوان (سرپل‌ذهاب)
بلوان (سرپل‌ذهاب )، روستایی از توابع بخش مرکزی شهرستان سرپل ذهاب در استان کرمانشاه ایران است.

## جمعیت
این روستا در دهستان بشیوه و پاطاق قرار دارد و براساس سرشماری مرکز آمار ایران در سال ۱۳۸۵، جمعیت آن ۱۹۴ نفر (۴۶خانوار) بوده‌است.